# Сытина, Татьяна Григорьевна
Татьяна Григорьевна Сытина (10 августа 1915, Петроград, Петроградская губерния, Российская империя — 12 февраля 1966, Москва, СССР) — советский прозаик и драматург, сценаристка. Публиковалась главным образом под именем «Татьяна Окс».

## Биография
Родилась 10 августа 1915 года в Петрограде. Вскоре после рождения переехала в Москву и после окончания средней школы поступила в Литературный институт имени А. М. Горького, который она окончила в 1940 году. Свою литературную деятельность начала в 1941 году. В самом начале Великой Отечественной войны была мобилизована в армию и направлена на фронт в качестве корреспондентки газеты На разгром врага и журнала Огонёк и так прошла всю войну. После демобилизации начала писать сценарии к кинематографу, а также возглавляла сценарную комиссию Союза писателей РСФСР.
Скорпостижно скончалась 12 февраля 1966 года в Москве. Похоронена на Ваганьковском кладбище (18 уч.).
Даниил Данин, уделивший ей три страницы своих воспоминаний, назвал её «плодовитым, правоверным, а порою острым литератором».

### Семья
- Первый муж — художник Евгений Окс.
- Второй муж — писатель Виктор Сытин.

## Фильмография

### Сценаристка
- 1955 — Сын
- 1959 — Неподдающиеся
- 1960 — Первое свидание
- 1960 — Твоё счастье
- 1964 — Всё для вас

## Членство в обществах
- Член Союза писателей СССР (?-1966).